# 1758
Năm 1758 (số La Mã: MDCCLVIII) là một năm thường bắt đầu vào ngày Chủ nhật trong lịch Gregory (hoặc một năm thường bắt đầu vào thứ năm của lịch Julius chậm hơn 11 ngày).